# Бадяриха
Бадяриха (Бадаариха, на якутски: Бадьаариха) е река в Азиатската част на Русия, Източен Сибир, Република Якутия (Саха), десен приток на река Индигирка. Дължината ѝ е 545 km, която ѝ отрежда 173-то място по дължина сред реките на Русия.
Река Бадяриха води началото си от централните, най-високи части на Момския хребет, на около 16 km на югоизток от най-високия връх на хребета, на 1460 m н.в., в североизточната част на Република Якутия (Саха). Първите около 60 km е типична планинска река, като се спуска с голям наклон по североизточния склон на хребета, след което навлиза н югоизточната част на Абийската низина и става типична равнинна река с множество меандри. Завива на север и тече покрай западния склон на Алазейското плато. Влива се отдясно в река Индигирка), при нейния 610 km, на 24 m н.в., на 23 km на юг-югозапад от посьолок Белая Гора, в североизточната част на Република Якутия (Саха).
Водосборният басейн на Бадяриха има площ от 12,2 хил. km2, което представлява 3,39% от водосборния басейн на река Индигирка. В басейнът на реката има множество малки езера и езера-старици.
Водосборният басейн на Селенях граничи със следните водосборни басейни:
- на изток – водосборния басейн на река Колима, вливаща се в Източносибирско море;
- на юг, запад и север – водосборните басейни на реките Буор-Юрях, Терехтях и други по-малки, десни притоци на Индигирка.

Река Бадяриха получава над 50 притока с дължина над 10 km, като 3 от тях е с дължина над 100 km:
- 303 ← Камчатка 239 / 2840
- 252 ← Орто-Тирехтях 120 / 1750
- 55 ← Огороха (Гороха) 167 / 2900

Подхранването на реката е снежно-дъждовно. Характерно е пролетно-лятно пълноводие и лятно-есенни прииждания в резултат на поройни дъждове, при които нивото ѝ се повишава и залива обширни райони. Среден годишен отток в долното течение 60 m3/s, което като обем се равнява на 1,89 km3. Реката замръзва в началото на октомври, а се размразява в края на май, а в най-студените месеци замръзва до дъно.
По течението на Бадяриха няма постоянни населени места. В басейна на реката се намира особена охраняема природна територи с регионално значение "Ресурсен резерват „Басейн Бадяриха“, създаден с цел съхраняването и възпроизводствато на лосове и охрана на водоплаващите птици и растителния свят.